# Kamyshevátskaya
Kamyshevátskaya (del ruso: Камышева́тская) es una stanitsa del raión de Yeisk del krai de Krasnodar, en Rusia. Está situada en la orilla del mar de Azov junto a la punta arenosa Kamyshevátskaya, en la península de Yeisk, 40 km al suroeste de Yeisk y 170 km al noroeste de Krasnodar, la capital del krai.  Tenía 5 029 habitantes en 2010.
Es cabeza del municipio Kamyshevátskoye.

## Historia
La localidad tiene su origen en un asentamiento de nombre Kamyshevatski formado por campesinos huidos de Rusia y Ucrania. En 1798, en el avance de los atamanes desde el Dniéper al Kubán, el pueblo fue asignado a las tierras de los cosacos del Mar Negro. En 1848 recibió el estatus de stanitsa y el nombre actual, por lo que es considerado el año de su fundación. Al año siguiente habitaban la localidad 1 048 personas. Para 1878 eran 3 259. A finales del siglo XIX se habían establecido 4 835 habitantes y había tres escuelas y varios establecimientos de pequeña industria. Hasta 1920 pertenecía al otdel de Yeisk del óblast de Kubán.
En 2007 se produjo un incendio en una residencia geriátrica en el que murieron 62 ancianos.

## Composición étnica
De los 5 135 habitantes en 2002, el 97 % era de etnia rusa, el 1.4 % era de etnia ucraniana, el 0.5 % era de etnia bielorrusa, el 0.2 % era de etnia armenia, el 0.2 % era de etnia tártara, el 0.1 % era de etnia adigué, el 0.1 % era de etnia georgiana, el 0.1 % era de etnia azerí, el 0.1 % era de etnia georgiana, el 0.1 % era de etnia alemana y el 0.1 % era de etnia griega.

## Lugares de interés
La población se halla en un lugar de importancia turística debido a sus playas naturales. En la localidad se hallaba uno de los últimos molinos de viento del krai que se incendió a principios de la década de 2000.

## Economía
Aparte de los ámbitos relacionados con el turismo, la pesca y la agricultura son de importancia para la economía de los habitantes de la población.